# Брукфорд (Северна Каролина)
Брукфорд (енгл. Brookford) град је у америчкој савезној држави Северна Каролина.

## Демографија
По попису из 2010. године број становника је 382, што је 52 (-12,0%) становника мање него 2000. године.
| Група             | 2000.       | 2010.       |
| Белци             | 385 (88,7%) | 326 (85,3%) |
| Афроамериканци    | 8 (1,8%)    | 29 (7,6%)   |
| Азијати           | 25 (5,8%)   | 9 (2,4%)    |
| Хиспаноамериканци | 12 (2,8%)   | 13 (3,4%)   |
| Укупно            | 434         | 382         |